# Pivoxazepam
Il pivoxazepam è uno psicofarmaco appartenente alla categoria delle benzodiazepine. Ha azioni sedative e ansiolitiche come quelle di altre benzodiazepine. Rispetto al suo progenitore, l'oxazepam, il pivoxazepam viene assorbito in maniera più veloce ed è più sedativo.